# Eldar Sattarov
Eldar Sattarov (Almati, 26 de abril de 1973) é um escritor do Cazaquistão.

## Biografia
Em sua juventude, Sattarov cantou nas primeiras bandas punk do país, trabalhou como operário de diferentes fábricas, na agricultura (viticultura, olivicultura) e, em seguida, como jornalista, editor e colunista em vários meios. Atualmente, é  tradutor (Russo, Inglês, Francês, Italiano, Espanhol).
Algumas das editoras de Moscovo publicaram os livros de Giorgio Agamben, Guy Debord, Raoul Vaneigem, Francesc Ferrer i Guàrdia, Antonin Artaud e outros autores traduzidos por Sattarov. Ele começou a escrever ficção em 2010. O primeiro romance, "Perdendo as nossas ruas", publicado sob o nome artístico de Albert Spiazzatov, foi vendido na Rússia, Cazaquistão e Ucrânia, recebendo críticas positivas dos críticos e leitores.
O segundo romance intitulado "Saigon-Almati. Em trânsito" atingiu a final do prêmio "Best-Seller Nacional" (Natsbest) na Rússia, realizada em São Petersburgo, no dia 5 de junho de 2016, obtendo o segundo lugar na Tabela de Classificação. Sattarov tornou-se, assim, o primeiro representante do Cazaquistão em um dos três principais prêmios literários da Rússia. Seu terceiro romance “O fio dos tempos” representa a última parte de sua trilogia: um livro sobre a viagem das ideias esquerdistas no século XX, incluindo personagens como Antonio Gramsci, Amadeo Bordiga, os situacionistas, Jacques Camatte e outros gigantes do pensamento da esquerda europeia. Com este romance, ou melhor, 'tratado político', Sattarov foi mesmo definido como “o Jello Biafra russo: um esquerdista, um filósofo, um punk por convicção, um inconformista”. Em agosto do ano 2022 ele informou em uma entrevista ao canal cazaque "Abai TV", que assinou em Moscovo o contrato para seu quarto romance “As Marionetas”, dedicado à indústria petrolifera mundial, em janeiro do mesmo ano, porém a publicação deste foi suspensa devido à crise causada pela Invasão da Ucrânia pela Rússia em 2022. 
Torce pela Mocidade Independente. Todos os livros de Sattarov são ilustradas por Andrea Rocca, ex-baterista do Clube 27 (Club27, "Terroristen", 2006), a banda punk da cidade de Milão, que na Itália abriu os shows do Buzzcocks, The Damned, U. K. Subs, Adolescentes, 999, etc., e um ex-free-lance (fotos e os reportagens ao vivo) para a web-fanzine Nerdsattack.